# Incontri internazionali di rugby a 15 di fine anno 1993
Nel rugby a 15 è tradizione che a fine anno (ottobre-dicembre) si disputino una serie di incontri internazionali che gli europei chiamano "Autumn International" e gli appassionati dell'emisfero sud "Springtime tour". In particolare le nazionali dell'emisfero Sud, a fine della loro stagione si recano in tour in Europa.
- L'Australia vista il nord America e la Francia. Subisce ua sconfitta nel primo test con la Francia, ma si riscatta prontamente nel secondo match:

| Riverside 2 ottobre 1993 | Stati Uniti | 22 – 26 | Australia XV |  |

| Calgary 9 ottobre 1993 | Canada | 16 – 43 | Australia |  |

| Bordeaux 30 ottobre 1993 | Francia | 16 – 13 | Australia |  |

| Parigi 6 novembre 1993 | Francia | 3 – 24 | Australia | (Parco dei Principi) |

- Il Giappone si reca in tour in Galles dove subisce pesanti rovesci

| Cardiff 16 ottobre 1993 | Galles | 55 – 5 | Giappone | (Arms Park) |

- Il Sudafrica in Argentina si aggiudica entrambi i test contro i Pumas

| Buenos Aires 6 novembre 1993 | Argentina | 26 – 29 | Sudafrica | Stadio R. Etcheverri |

| Buenos Aires 13 novembre 1993 | Argentina | 23 – 52 | Sudafrica | Stadio R. Etcheverri |

- Il Canada va in Tour in Galles. La squadra, che raggiunto il livello più alto della sua storia conquista un risultato storico:

| Cardiff 10 novembre 1993 | Galles | 24 – 26 | Canada | (Arms Park) |

- La Nuova Zelanda si reca in Tour in Europa. Gli All Blacks travolgono la Scozia, ma cedono all'Inghilterra.

| Edimburgo 20 novembre 1993 | Scozia | 15 – 51 | Nuova Zelanda | (Murrayfield) |

| Londra 27 novembre 1993 | Inghilterra | 15 – 9 | Nuova Zelanda | (Twickenham) |

Contemporaneamente la selezione della seconda divisione del campionato neozelandese, il Divisional XV si reca in tour nel pacifico.
- Altri test:

| 10 ottobre 1993 | Paesi Bassi | 20 – 10 | Germania |  |

| Auckland 1º novembre 1993 | Isole Cook | 52 – 0 | Polinesia francese |  |

| Dublino 13 novembre 1993 | Irlanda | 25 – 3 | Romania | (Lansdowne Road) |